# Far North (Nueva Zelanda)
Far North es un distrito de la región de Northland, en la isla Norte de Nueva Zelanda.

## Demografía
Según el censo de 2006, Far North tenía 55 842 habitantes (49,41% varones, 50,59% mujeres). Esta cifra es un 2,3% superior a la recogida en el censo de 2001 y lo sitúa como el decimoctavo distrito más poblado de Nueva Zelanda.

## Hermanamientos
Far North está hermanado con:
- Duncan (Canadá) desde 1989.
- Yuasa (Japón) desde 1993.
- Liaoning (China) desde el 2000.